# Adachi Gen’ichirō
Adachi Gen’ichirō (japanisch 足立 源一郎; geboren 8. Juli 1889 in Osaka; gestorben 31. März 1973) war ein japanischer Maler im Yōga-Stil, daneben auch Schriftsteller und Bergsteiger.

## Leben und Wirken
Adachi Gen’ichirō studierte am „Kansai Bijutsu-in“ (関西美術院) Malerei und wechselte dann zur „Kyōto shiritsu bujutsu kōgei gakkō“ (京都市立美術工芸学). Er setzte schließlich sein Studium am Nihon Bijutsuin fort. Von 1914 bis 1918 und von 1923 bis 1926 ging er nach Frankreich, um sich in Paris weiter zu bilden. Er gehörte zu den Gründungsmitgliedern der Künstlergemeinschaft Shun’yōkai.
Adachi war begeisterter Bergsteiger und gründete 1936 die „Nihon sangaku-ga kyōkai“ (日本山岳画協会) – „Vereinigung der Bergmaler Japans“.
Bekannte Bergbilder sind „Takiya-dōmu no kitakabe“ (滝谷ドームの北壁) und „Kita-Hodakadake minamimine“ (北穂高岳南峰). Er verfasste „Yama ni egaku“ (山に描く) – „Malen der Berge“.